# Kenya Commercial Bank Sports Club
Le Kenya Commercial Bank Sports Club, abrégé en KCB, et surnommé Sidwedwe, est un club omnisports kényan basé à Nairobi.

## Histoire
Propriété de la Kenya Commercial Bank, l'équipe de football du club joue plusieurs années en Premier League kéyane, mais est reléguée à la fin de la saison 2015 après avoir terminé à la 15e place. Ils ont été promus à nouveau en 2018 après que leur victoire 2-0 contre Talanta ait rendu impossible de terminer en dehors des places de promotion
La Kenya Commercial Bank possède également des équipes de rugby à XV, de volley-ball et de basket-ball, qui jouent toutes dans l'élite masculine kényane. De plus, leur section de volley-ball compte une équipe féminine, qui compte parmi les plus performantes du Kenya. Le KCB possède ses propres installations à Ruaraka, Nairobi, que l'équipe de rugby utilise comme terrain d'attache.
Outre d'autres sports, KCB gère également un club d'échecs.

## Sections sportives

### Football
Le club de football a été fondé en 1993. En 1996, il a remporté la Ligue provinciale de Nairobi et a été promu à la Ligue nationale . Deux ans plus tard, il a été promu en Premier League. 

### Rugby à XV
La section KCB Rugby a été créée en 1989 sur la base de l'équipe Kenya Breweries qui a été dissoute cette année-là.

#### Palmarès
- Coupe du Kenya : (3)

2005, 2006, 2007

### Volley-ball
Le KCB a des sections hommes et femmes de volley-ball. Lors de la Coupe du monde féminine 2007, quatre joueuses du KCB ont joué pour l'équipe nationale du Kenya.

### Basket-ball
La section de basket-ball de KCB est connue sous le nom de Kenya Commercial Bank Lions (ou KCB Lions ). Le club a remporté la Kenyan Basketball Premier League en 2001 et 2007. Leur équipe féminine est connue sous le nom de KCB Lioness.